# Steve McCrory
Steve McCrory   () fou un boxejador estatunidenc guanyador d'una medalla olímpica.
Com a boxejador amateur el 1982 i el 1983 es va proclamar campió dels Estats Units del pes mosca. El 1983 va guanyar la medalla de bronze als Jocs Panamericans. El 1984 va prendre part en els Jocs Olímpics d'Estiu de Los Angeles, on va guanyar la medalla d'or en la categoria del pes mosca del programa de boxa. Va guanyar la final al iugoslau Redžep Redžepovski.
En acabar els Jocs de los Angeles passà al professionalisme, on fins el 1991 disputà 36 combats, amb un balanç de 30 victòries, 5 derrotes i un combat declarat nul.
Va morir l'1 d'agost de 2000, després d'una llarga malaltia.